# Baldur Ragnarsson
Pour les articles homonymes, voir Ragnarsson.
 (décembre 2018).
Si vous disposez d'ouvrages ou d'articles de référence ou si vous connaissez des sites web de qualité traitant du thème abordé ici, merci de compléter l'article en donnant les références utiles à sa vérifiabilité et en les liant à la section « Notes et références ».
Baldur Ragnarsson (né le 25 août 1930 à Reyðarfjörður et mort le 25 décembre 2018) est un poète islandais qui écrit notamment en espéranto. 
Il a été enseignant et inspecteur scolaire en Islande.

## Biographie
Baldur Ragnarsson a appris l'espéranto au lycée en 1949 et a été actif dans le mouvement de promotion de cette langue dès 1952, notamment en littérature.
Baldur Ragnarsson a été président de l'association islandaise d'espéranto durant de nombreuses années. Il a présidé les concours littéraires organisés par l'association mondiale d'espéranto de 1975 à 1985. Il a été président du comité organisateur du Congrès mondial d'espéranto de 1977 à Reykjavik et vice-président de l'association mondiale d'espéranto chargé de la culture et de l'éducation de 1980 à 1986. Il est depuis membre honoraire de cette organisation.
Membre de l'Académie d'espéranto depuis 1979, il a été rédacteur de la revue Norda Prismo (1958-1974).
En 2007, l'Académie littéraire d'espéranto l'a choisi pour être leur candidat pour l'obtention du prix Nobel de littérature à la suite de William Auld (décédé en 2006).

## Œuvres
Baldur Ragnarsson a écrit en islandais des recueils de poésie ainsi que des livres sur la langue islandaise. Il a aussi écrit deux célèbres recueils de poèmes en espéranto : Ŝtupoj sen nomo et  Esploroj.
En 2007 est paru chez Edistudio (eo) La lingvo serena : ses œuvres complètes. L'ouvrage contient outre les deux précédents recueils, tous les poèmes qu'il a publiés ainsi que tous les essais qu'il a rédigés sur des thèmes littéraires ou linguistiques.

### Recueils de poésie
- Ŝtupoj sen Nomo 1959
- Esploroj. Poemoj (eo) 1974
- La lingvo serena 2007.

### Traductions depuis l'islandais vers l'espéranto
- Sub stelo rigida (traduction de deux recueils du poète islandais Torstein fra Hamri) 1963
- Islandaj pravoĉoj (traduction de trois récits et un poème de la littérature islandaise ancienne) 1964
- Sagao de Njal (traduction de la plus grande des sagas islandaises) 2003
- Sendependaj homoj (traduction d'un roman de Halldór Laxness sur les campagnes islandaises du début de XXe siècle) 2007
- La Edda de Snorri Sturluson 2008.

En outre, Baldur Ragnarsson a publié des dizaines de traductions dans diverses revues, ces derniers temps principalement dans la revue La tradukisto (eo).

### Essais
- La Sagaoj kaj Zamenhof: stabiligaj faktoroj 1982
- La Poezia Arto (Cinq conférences) 1988
- Studado de alia lingvo 1982
- La proza poemo: la gxenro, gxiaj latentoj kaj aplikoj 1987
- Cent jaroj de poezio en Esperanto". 1989
- Tradukante la antikvan islandan literaturon en Esperanto 1998
- La poezio de la skaldoj
- La fono kaj la fronto: kelkaj konsideroj pri semiotikaj aspektoj de la Esperanta poezio 1999
- La poemoj de Armand Su 1993
- Kombino de poeta virtuozeco kaj ties instrumento 1994
- La lingvo serena 2007.